# Interior gateway protocol
Interior Gateway Protocol (ou abreviado por IGP) é um protocolo de roteamento interno para a Internet, usado por gateways do mesmo sistema autônomo, chamados de "vizinhos interiores".
São exemplos de IGP os seguinte protocolos: RIP, HELLO, OSPF, IGRP, entre outros.
Atualmente, o protocolo estabelecido como padrão para o encaminhamentos de pacotes na Internet é o BGP (do inglês, Border Gateway Protocol), mas o BGP não é um IGP, mas sim um EGP.